# چشم‌انداز کیهانی ۲۰۱۵-۲۰۲۵

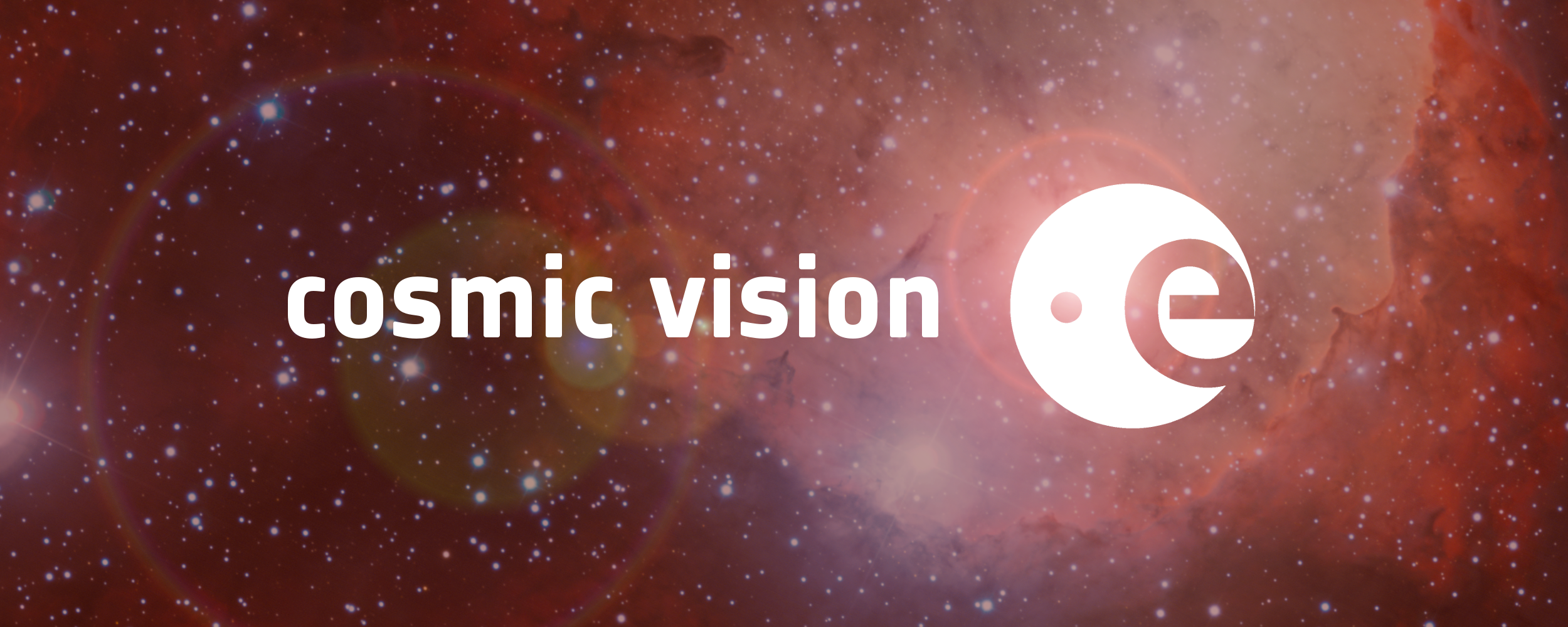
نمایی از نشان‌وارهٔ رسمی چشم‌انداز کیهانی (Cosmic Vision)

چشم‌انداز کیهانی ۲۰۱۵–۲۰۲۵؛ انگلیسی: Cosmic Vision، سومین برنامه از مأموریت‌های علوم فضایی و اکتشاف‌های فضایی در (ESA) است. این کمپین در سال ۲۰۰۵ با عنوان چشم‌انداز کیهانی: علوم فضایی برای اروپای ۲۰۱۵–۲۰۲۵ Cosmic Vision: Science Space for Europe 2015-2025 تدوین شد. این کمپین به دنبال انجام کمپین Horizon 2000 Plus اجرای تعدادی از مأموریت‌ها در زمینه‌های اخترشناسی و اکتشاف منظومهٔ شمسی برای سال‌های پس از ۲۰۱۵ را پیش‌بینی کرده است. نخستین مأموریت منظومهٔ شمسی غیر آمریکایی، کاوشگر اقمار یخی مشتری (JUICE)بود؛ نخستین مأموریت عمیق فضایی با یک هدف فرصت‌طلبانهٔ ره‌گیر دنباله‌دار، و همچنین یکی از نخستین رصدخانه‌های موج فضا-گرانشی؛ آشکارساز موج گرانشی، و آنتن فضایی تداخل‌سنج لیزری (LISA) که در ۲۲ ژانویه ۲۰۱۶ در مدار خورشید مرکزی قرار گرفت، به عنوان بخشی از برنامه‌های چشم‌انداز کیهانی ۲۰۱۵–۲۰۲۵ برای راه‌اندازی و پرتاب برنامه‌ریزی شده است.

## ماموریت‌های فرصتی
آژانس فضایی اروپا هرچندگاه در مأموریت‌های فضایی به رهبری یک آژانس فضایی دیگر ایفای سهم می‌کند. این مأموریت‌ها شامل موارد زیر است:
- هینود- تلسکوپ فضایی پرتو ایکس (X-ray) با رهبری آژانس کاوش‌های هوافضای ژاپن (JAXA) که سال ۲۰۰۶ راه‌اندازی شد.
- آیریس (IRIS) - یک طیف‌نگار فضایی خورشیدی به رهبری ناسا، که در سال ۲۰۱۳ راه‌اندازی شد.
- مأموریت تصویربرداری و طیف‌سنجی پرتو ایکس یا (XRISM) که «کریسم» تلفظ می‌شود، یک مامودیت تلسکوپی پرتو ایکس که توسط (JAXA) اداره می‌شود و در سال ۲۰۲۳ راه‌اندازی شد.